# Анциферово (Ростовский район)
Анциферово — деревня в Ростовском районе Ярославской области России. Входит в состав сельского поселения Ишня. Расположена в 10 км от федеральной автотрассы М8 «Холмогоры» (в частности вдоль европейского маршрута E 115) в 192 км от Москвы, 65 км от Ярославля, 10 км от Ростова и в 13 км от ближайшей железнодорожной станции Ростов-Ярославский.
Население деревни на 1 января 2010 г. составляет 0 чел.

## История
В 1898—1901 гг. в деревне насчитывалось 23-24 двора.

## Население
| 2007 | 2010 |
| ---- | ---- |
| 0    | →0   |